# یک دنیای زیبا (آلبوم)
«یک دنیای زیبا» (به انگلیسی: A Beautiful World) آلبومی از رابین تیک است که در سال ۲۰۰۳ میلادی منتشر شد.